# Steve Daines
Steven David Daines, dit Steve Daines, né le 20 août 1962 à Los Angeles, est un homme politique américain, membre du Parti républicain et sénateur du Montana au Congrès des États-Unis depuis 2015. Il est auparavant élu à la Chambre des représentants des États-Unis de 2013 à 2015.

## Biographie
Steve Daines naît à Van Nuys, quartier de Los Angeles.
Entre 1991 et 1997, il participe à l’implantation d’usines Procter & Gamble en Chine.
En 2008, il est le candidat du Parti républicain au poste de lieutenant-gouverneur du Montana, mais est battu par le sortant John Bohlinger, un autre républicain sur le ticket du gouverneur démocrate Brian Schweitzer. Il travaille pendant treize ans pour Procter & Gamble jusqu'en 2012, date à laquelle il décide de se présenter à l'élection de l'unique siège de représentant du Montana à la Chambre des représentants. Il est élu représentant en novembre 2012 avec 53,3 % des voix face à la démocrate Kim Gillan (42,7 %) et au libertarien David Kaiser (4 %). Il siège à partir du 3 janvier 2013.
Lors des élections de mi-mandat de 2014, il est élu sénateur avec 57,8 % des suffrages face à Amanda Curtis, candidate du Parti démocrate. Il entre en fonction le 3 janvier 2015. En vue des élections de 2020, il affronte le gouverneur démocrate Steve Bullock, et gagne avec 54,9 % des suffrages.
Début 2025, lors de la seconde présidence de Donald Trump, il est envoyé en Chine afin de négocier de nouveaux droits de douane.

## Historique électoral

### Chambre des représentants des États-Unis
| Année | Steve Daines | Démocrate | Libertarien |
| ----- | ------------ | --------- | ----------- |
| Année |              |           |             |
| 2012  | 53,25 %      | 42,72 %   | 4,03 %      |

### Sénat des États-Unis
| Année | Steve Daines | Démocrate | Libertarien |
| ----- | ------------ | --------- | ----------- |
| Année |              |           |             |
| 2014  | 57,79 %      | 40,07 %   | 2,15 %      |
| 2020  | 55,01 %      | 44,99 %   |             |